# 5459 Saraburger
5459 Saraburger eller 1981 QP3 är en asteroid i huvudbältet som upptäcktes den 26 augusti 1981 av den belgiske astronomen Henri Debehogne vid La Silla-observatoriet. Den är uppkallad efter Sara Schöffer-Burger.
Asteroiden har en diameter på ungefär 6 kilometer och den tillhör asteroidgruppen Koronis.